# Jacek Kurczewski
Jacek Maria Kurczewski (* 11. Januar 1943 in Edinburgh, Vereinigtes Königreich) ist ein polnischer Politiker (KLD) und Rechtssoziologe und war von 1991 bis 1993 in der I. Wahlperiode Vizemarschall des Sejm.

## Leben und Beruf
Kurczewski wurde 1943 im schottischen Edinburgh geboren, wo ein Vater Mieczysław Kurczewski als Offizier der Polnischen Streitkräfte im Westen, die ein Teil der Anti-Hitler-Koalition waren, stationiert war. Seine Mutter war die Tochter des Architekten, Stadtplaners und Professors an der Technischen Universität Warschau Antoni Jawornicki. Nach dem Ende des Zweiten Weltkrieges kehrte die Familie nach Polen zurück.
Kurczewski schloss 1965 ein Studium der Philosophie und Soziologie an der Universität Warschau ab und wurde dort promoviert und habilitiert. Seit 1995 ist er Professor und leitet die Abteilung für Rechtssoziologie am Institut für Angewandte Sozialwissenschaften der Universität Warschau. Er ist zudem Mitarbeiter der Stephan-Báthory-Stiftung und gehört dem Polnischen Helsinki-Komitee an. Zudem war er Tutor der akademischen Gesellschaft „Collegium Invisibile“ in Warschau.
Seine Ehefrau Joanna Kurczewska ist ebenfalls Professorin an der Universität Warschau.

## Politik
In der Zeit der Volksrepublik engagierte Kurczewski sich oppositionell. Er gehörte 1976 zu den Unterzeichnern des „Memoriał 101“, eines Protestbriefes gegen bestimmte Verfassungsänderungen. Während der August-Streiks 1980 in Polen unterzeichnete er einen Aufruf von 64 Wissenschaftlern, Schriftstellern und Publizisten an die kommunistische Führung, einen Dialog mit den streikenden Arbeitern zu beginnen. Er war Berater der unabhängigen Gewerkschaft Solidarność. Seit 1987 war er Redaktionsmitglied von „Res Publica“ einer zwar regimekritischen aber zugelassenen kulturpolitischen Zeitung. Er nahm 1989 an den Beratungen des runden Tisches teil und gehörte anschließend bis 1991 dem Staatsgerichtshof an.
Bei der Parlamentswahl 1991 wurde Kurczewski für den Kongres Liberalno-Demokratyczny in den Sejm gewählt, wo er das Amt eines Vizemarschalls ausübte. Nach dem 6. November 1992 gehörte er der Fraktion des von der KLD mitgegründeten Polski Program Liberalny an. Nachdem der KLD 1993 mit 4,0 % der Stimmen an der Sperrklausel gescheitert war, zog Kurczewski sich aus der Politik zurück.
Bei den polnischen Präsidentschaftswahlen 2010 und 2015 gehörte er jeweils dem Unterstützungskomitee von Bronisław Komorowski an.

## Ehrungen
- 2007 Offizierskreuz des Ordens Polonia Restituta[8]